# 大坡 (宜蘭縣)
大坡，原寫為大陂，是台灣宜蘭縣礁溪鄉的一個傳統地域名稱。位於該鄉南部偏西。相較於今日行政區，其範圍大致與龍潭村相近。

## 歷史
台灣清治末期，大坡地區為一街庄，稱為「大陂庄」，隸屬於四圍堡。該庄東與柴圍庄、四結庄為鄰，南與一結庄、二結庄為鄰，西邊為匏杓崙庄為界，北邊為蕃地、林尾庄。
1901年（日治明治三十四年）11月，廢縣廳改設二十廳，該庄隸屬於宜蘭廳，編入第二區。1905年（明治三十八年）7月，該區改名「四圍區」。1909年（明治四十二年）10月，合併二十廳為十二廳，該庄仍隸屬於宜蘭廳。1920年（大正九年），廢十二廳改設五州二廳，該庄改制並改名為「大坡」大字，隸屬於臺北州宜蘭郡礁溪庄。
戰後礁溪庄改制為礁溪鄉，隸屬於臺北縣，大字亦改制為村。1950年10月，北、基、宜分治，礁溪鄉改隸屬於宜蘭縣。

## 聚落
本地區發展較早的聚落為陂口（龍潭）、大陂等，在日治期初期的官方地圖上已有記載。

## 交通
台鐵宜蘭線是台灣東北部鐵路幹線，大致以北北東—南南西走向經過大坡地區東部邊界外不遠處。四城車站即在附近，屬甲種簡易站，僅停靠區間車。由此可前往台鐵沿線各地。
省道台9線（礁溪路三段）又稱「東部幹線」，是台北經東台灣至屏東楓港的幹道，大致以北北東—南南西走向經過本地區東部凸出部分邊界地帶。由該道路向北北東可前往礁溪市區、頭城西南部、坪林、石碇、新店等地，向南南西轉東南再轉南可前往宜蘭、五結、羅東、冬山、蘇澳等地。
鄉道宜5線（龍泉路、三皇路）是湯圍至結頭份的道路，大致以東北—西南走向轉縱向再轉東北—西南走向經過本地區東南部山腳地帶。由該道路向東北轉北可前往四結、柴圍、林尾、得子口、湯圍並止於中山路二段（省道台9線舊線）路口，向西南可前往二結、枕頭山、結頭分西北部、內員山並止於省道台7丁線路口。
鄉道宜5-2線（潭福路、無名道路、大坡路二段）是龍潭湖至慶和的道路，其北側端點位於本地區龍潭湖西南側環河路路口。由此向南轉南南東再轉西南至本地區西南部邊界，轉東南至梅洲一路轉西南出境後，可前往二結地區慈航路轉東南過宜蘭河慶和橋後止於環河路路口。
鄉道宜8線（龍潭路）是龍潭至永鎮的道路，其西側端點位於本地區南部鄉道宜5線路口。由此向東北東蜿蜒出境後，可前往四結、武暖、抵美、土圍西南部、古亭笨、十三股北部、三塊厝永鎮並止於省道台2線路口。

## 學校
- 龍潭國小